# Emona
Emona [emóna, starolatinsko émona] (latinsko Colonia Ivlia Æmona) je bila rimska naselbina v središču današnje Ljubljane; samo ime pa je verjetno keltskega, predrimskega izvora. Območje Emone je sprva spadalo v rimsko provinco Cisalpsko Galijo, kasneje pa v Italijo.
Ljubljanska kotlina je bila naseljena že v prazgodovini. Preko nje so že v predrimskem obdobju potekale pomembne trgovske poti med Apeninskim polotokom, Baltikom in Balkanom.
Bizantinski cerkveni zgodovinar Sozomen je ustanovitev prvega naselja na območju Emone pripisal Jazonu in Argonavtom, ki so v 13. stoletju pr. n. št. pripluli po Savi, prezimili in nato po Ljubljanici in kopnem nadaljevali pot v deželo Italikov. V drugi polovici 1. stoletja pr. n. št. so ta del slovenskega ozemlja zasedli Rimljani in najverjetneje pod grajskim gričem ustanovili vojaško postojanko. Rimljani so nato do leta 15 n. št. na prostoru med Ljubljanico in Šišenskim hribom namensko (z željo utrjevanja zaledja po ilirskih vstajah) zgradili mesto s pravokotnim tlorisom in mogočnim kamnitim obzidjem ter na treh straneh z dvojnim vodnim jarkom, kar je imelo vse značilnosti rimskega kastra. Prvi prebivalci so bili priseljenci iz Italije in Galije, njihovi sužnji in odsluženi rimski vojaki.
Emona je imela od 2. do 4. stoletja pomembno vlogo v obrambi Italije. V 2. stoletju je trpela zaradi markomanskih vojn in kuge, leta 238 pa so jo meščani sami požgali in zapustili, da se ne bi v njej ugnezdila vojska uzurpatorja Maksimina Tračana. Leta 408 se je v Emoni ustavil vizigotski vladar Alarik, ki je imel kot bizantinski magister militum nalogo, da za Bizantinsko cesarstvo ponovno osvoji Italijo. Emonci so se takrat verjetno rešili s podkupnino.
Leta 452 so Emono opustošili in delno porušili Huni. Mesto je obubožalo, vendar živelo dalje. Na koncu 5. in začetku 6. stoletja je bila Emona pod oblastjo Vizigotov, ki so za seboj pustili bolj malo sledov. V nemirnih časih pozne antike in preseljevanja ljudstev v 6. stoletju so se ljudje začeli zatekati v odročne in težko dostopne kraje (Sveti Lovrenc na Polhograjski gori, Molnik, Moreček, Golo) in se seliti v obmorska mesta, predvsem Koper, Piran in Novigrad, dokler ni Emone zapustil še zadnji meščan.

## Geografija
Antična Emona je stala na levem bregu Ljubljanice na ozkem prehodu med ljubljanskim Grajskim gričem in Rožnikom. Skozi mesto je tekla starodavna jantarska pot med vzhodnim Baltikom in Akvilejo ob jadranski obali, po kateri so že v bronasti dobi, še bolj pa v železni dobi, trgovali predvsem z jantarjem. Del jantarske poti je bil pomemben tudi v rimskem obdobju, ker je povezoval vojaški tabor Carnuntum na donavski meji Rimskega cesarstva z Apeninskim polotokom. Pomembno vlogo pri izbiri lokacije za gradnjo Emone je prav gotovo igrala tudi takrat plovna Ljubljanica.

## Zgodovina

### Predrimsko obdobje
Okolica Emone je bila naseljena že v prazgodovini, kar dokazujeta halštatska nekropola ob njenem vzhodnem obzidju in ostanki gradišča iz istega obdobja na ljubljanskem Grajskem griču. Ob prihodu Rimljanov so bili na tem ozemlju naseljeni ilirski Tavriski. Deloma romanizirani naseljenci z južne terase Grajskega griča, na območju današnjih Prul so že v zadnjih desetletjih pred našim štetjem trgovali s sosednjimi Italiki. Arheološka izkopavanja so več predrimskih objektov odkrila tudi v sami Emoni. Čas njihovega nastanka je težko določiti, ker so kulturne plasti zaradi kasnejših gradbenih del popolnoma uničene. Njihova arhitektura se razlikuje od rimske. Temelji so zidani brez malte in samo ponekod vezani z glino. Široki so en meter in se ne ujemajo s kasnejšo pravokotno geometrijo mesta. Ostanke predrimskih zgradb so odkrili ob severnem obzidju in v forumski baziliki. Veliki, pravokotno grajeni prostori, bi lahko bili vojaške barake ali skladišča.

### Ustanovitev
V obdobju med prvo in drugo svetovno vojno sta o ustanovitvi in začetkih Emone mnogo pisala Walter Schmid in Balduin Saria. Schmid, ki se je skliceval predvsem na pisne vire in epigrafsko gradivo, je dokazoval, da je bila Emona kolonija že v času cesarja Avgusta. Saria je trdil, da je bila Emona vojaški tabor XV. legije Apollinaris in je postala civilno naselje in kolonija šele v času cesarja Tiberija. Schmidovo trditev je po letu 1955 zagovarjal tudi Jaroslav Šašel. Materialni dokazi bolj podpirajo Schmidovo in Šašlovo trditev.
Eden od vzrokov, da so Rimljani takoj po zasedbi tega ozemlja leta 55 pr. n. št. ustanovili kolonijo Emono, bi lahko bila Strabonova trditev, da je na ozemlju Tavriskov in Norikov rudnik zlata. Po mnenju J. Šašla bi rudnik lahko bil v neposredni bližini Emone. Arheolog Andrej Gaspari v svoji publikaciji Začetki rimskega mesta Colonia Iulia Emona iz leta 2010 postavlja tezo, da je bila Emona zgrajena načrtno, ex novo, kot posledica utrjevanja zaledja po panonsko-dalmatskem uporu v letih 6-9 n. št. Odločitev je v zadnjih letih vladavine sprejel cesar Avgust, z deli pa so zaključili v času cesarja Tiberija.

#### Vojaški tabor
Trditev, da se je Emona na svoji lokaciji razvila iz rimskega vojaškega tabora, je vedno manj verjetna. Zagovorniki vojaškega tabora svoje trditve utemeljujejo s historičnimi viri in pravokotno obliko mesta. Zadnje najdbe na lokaciji Tribuna pod grajskim gričem pa nakazujejo, da je vojaški tabor najverjetneje stal na tem mestu, ob lokaciji staroselske naselbine, in ne na lokaciji kasnejšega mesta Emona.
Sarieva teza, da je bil na mestu Emone pred njo vojaški tabor XV. legije Apollinaris, ki še vedno ni povsem ovržena, zagotovo temelji na pravokotnem tlorisu mesta. Enako odločni so tudi zagovorniki Schmidove teze, da je bila Emona že v Avgustovem času rimska kolonija. Najtrdnejši Sariev argument je nagrobnik Junija Montana, za katerega J. Šašel trdi, da je napačno interpretiran in zato ni zadosten dokaz za obstoj vojaškega tabora.
Podrobno analizo tega, ali je XV. legija Apollinaris resnično taborila v Emoni, je opravila in predstavila Marjeta Šašel Kos. XV. legijo je leta 55. pr. n. št. ustanovil Julij Cezar v Cisalpski Galiji in jo leta 52. pr. n. št. poslal proti Japodom, ki so napadali mesta v Cisalpski Galiji, med njimi tudi Akvilejo in Tergeste (Trst). V Cisalpsko Galijo je takrat spadal tudi del slovenskega ozemlja z Nauportusom in Emono. Legija je takrat taborila v okolici Akvileje. Šašel Kosova trdi, da je verjetno sodelovala v Oktavijanovi vojni v Iliriku 55-53 pr. n. št.
Tacit poroča, da so bile v Panoniji tri rimske legije: VIII. Avgusta, IX. Hispana in XV. Apollinaris. Za slednjo, ki naj bi prezimovala v Emoni, Šašel Kosova trdi, da je bolj verjetno prezimovala v Siscii. Bolj verjetno je, da so oddelki XV. legije v Emoni gradili ceste in mostove in morda veteranom delili državno zemljo. V Emoni so odkrili spomenika dveh veteranov iz XV. in dveh iz VIII. legije. Vsi napisi so iz prve polovice 1. stoletja.
Napis z emonskega obzidja iz leta 14 ali 15 po mnenju Šašel Kosove dokazuje, da XV. legije v tistem času ni bilo v Emoni.

### Propad
Propad Emone se začne v času cesarja Marka Avrelija (161-180), s prvim markomanskim vpadom na to ozemlje. Po vpadu so se Markomani umaknili visoko na sever, a kraji si skoraj niso več opomogli. Izdelava pestre emonske keramike je zamrla, bogatim grobnicam iz Šempetra v Savinjski dolini se niso pridružile nove. Leta 238 je bila Emona ob pohodu cesarja Maksimina v Italijo prvič porušena. Leta 314 jo je prizadela državljanska vojna. Tej je sledilo obleganje Zahodnih Gotov pod vodstvom Alarika leta 401. Dokončno pa so Emono porušili Huni pod vodstvom Atile na svojem drugem pohodu proti Italiji leta 452. Prebivalstvo se je izselilo v Italijo in deloma v Istro (današnji Novigrad je nastal kot Emona Nova), Ljubljanska kotlina pa je ponovno zacvetela šele po odhodu Langobardov v Italijo (leta 568) s prihodom Slovanov.

## Prebivalci
Grški arhitekt in načrtovalec mest Hipodam Miletski (498 pr. n. št.—408 pr. n. št.), ki velja za očeta urbanizma, je priporočal, naj ima mesto 10.000 prebivalcev, ker takšno mesto najbolje deluje. Emona bi lahko imela do 10.000 prebivalcev, verjetno pa jih je imela mnogo manj, morda 4.000 - 6.000. V mirnih časih je imela poleg meščanov tudi obsežno zaledje zunaj mestnega obzidja.
Eno od izhodišč za izračun števila prebivalcev bi lahko bila velikost foruma. Emonski forum je bil glede na velikost mesta izredno velik, zato za takšen izračun ni primeren. Primerjave s številom prebivalcev v drugih podobno velikih mestih ne pridejo v poštev, ker tudi njihovo število ni znano. Raziskovalci se pri ocenjevanju števila prebivalcev včasih opirajo na velikost amfiteatrov in akvaduktov. V Emoni noben od teh kriterij ne pride v poštev, ker niti položaj niti velikost emonskega amfiteatra nista znana. Prav tako niso znane niti zmogljivosti emonskih vodovodov.
Strukturo mestnega prebivalstva je težko ugotoviti. Vladajoči sloj emonskih meščanov oziroma tistih, ki so imeli gospodarsko moč, je bil večinoma priseljen iz Italije. Analize materialne kulture grobišč in naselbin v nekdanji Panoniji in Noriku kažejo, da se je Emona razlikovala od Neviodunuma, Praetoriuma Latobicorum, Poetovione in Celeie. V prvih desetletjih obstoja je bil v njej čutiti izredno močan vpliv kolonizatorjev iz severne Italije, saj je iz napisov na nagrobnikih razvidno, da so bili prvi priseljenci predvsem kolonisti iz Padske nižine.
Od približno tridesetih najstarejših emonskih družin jih je bilo trinajst iz severne Italije, osem iz srednje Italije, dve iz Narbonske Galije in dve iz južne Italije. Med njimi so posebej izstopali Caeserniji in Barbiji, ki so že v najzgodnejšem obdobju kolonizacije Emone s trgovskimi in verjetno tudi sorodstvenimi vezmi odigrali pomembno vlogo v povezovanju Emone in Akvileje. Prvi naseljenci in njihovi potomci so domorodnemu prebivalstvu narekovali svoj način življenja in vplivali na razvoj trgovine in obrti. Imeli so tudi velik vpliv na podobo mesta, na primer na načrtovanje in izgradnjo posameznih mestnih četrti, in notranjo ureditev bivalnih prostorov. Zanjo so poskrbeli potujoči slikarji, ki so s seboj prinašali nove ideje in najnovejše slikarske motive.
O prebivalcih Emone, njihovem družbenem položaju, premoženju in poklicih, ki so jih opravljali, veliko povedo nagrobniki in votivni kamni na grobiščih in v stanovanjskih zgradbah. V mestu je bilo poleg svobodnjakov tudi znatno število sužnjev, ki so bili v lasti predvsem bogatejših družin. Med prvimi naseljenci so bili tudi številni vojni veterani. Lastnike in stanovalce posameznih zgradb v južnem delu Emone sta prva poskušala opredeliti Walter Schmid in Otto Cuntz, ki sta predpostavljala, da je bila insula I hiša kirurga, insula II hiša Primitiviana, insula III hiša Gallusa Ezoriatusa, insula IV hiša zlatarja, insula VIII hiša Quartusa itn. Imena in namembnost zgradb kažejo, da je južni del mesta pripadal srednjemu sloju prebivalstva.
Emonska grobišča in novčne najdbe kažejo, da se je število prebivalcev med različnimi ujmami zmanjšalo. Emona je bila najbolj ogrožena med markomanskimi vojnami (166-180) in epidemijo kuge, ki je razsajala  v 2. stoletju. V pozni antiki so na zmanjšanje števila prebivalcev močno vplivali tudi gospodarska nestabilnost in vdori barbarskih plemen.

## Tloris mesta
Emona je bila zgrajena leta 14/15 n. št. po vzorcu tipičnih rimskih mest. Mesto je imelo obliko pravokotnika s stranicama 300 x 360 dvojnih rimskih korakov (passus = 1,48 metra) oziroma 430 x 540 metrov.
Glavna mestna ulica v smeri sever-jug  (glavni kardo, cardo maximus) je potekala po trasi nekdanje jantarske poti. Začela se je pri glavnih severnih mestnih vratih pri sedanji Bukvarni na Slovenski cesti in se končala pri južnih vratih pri križišču Mirja in Barjanske ceste. Glavni kardo ni ležal na simetrali mesta, ampak je bil zaradi že obstoječe ceste, foruma in značilnosti zemljišča zamaknjen za eno ulico (cardin) proti vzhodu.  Vzporedno z njim so bile zato zahodno od njega tri ulice, na rekonstrukciji Emone označene z A, B in C, vzhodno od njega pa samo ena ulica z oznako H. Glavni kardo je bil širok 14 dvojnih korakov ali 21 metrov.
Glavna mestna ulica v smeri vzhod-zahod (glavni dekuman, decumanus maximus) se je začela pri glavnih zahodnih mestnih vratih (Porta decumana), ki so stala na podaljšku sedanje Snežniške ulice med Gregorčičevo ulico in Rimsko cesto, in se končal pri glavnih vzhodnih vratih, ki so stala na severozahodnem vogalu Križank na Trgu francoske revolucije. Od zahodnih vrat je po sedanji Tržaški cesti peljala cesta proti Nauportusu (Vrhnika), od vzhodnih pa preko mostu na Bregu in Levstikovega in Gornjega trga proti Neviodunumu (Drnovo pri Krškem). Glavni dekuman je bil dolg 300 dvojnih korakov ali 450 metrov in širok 14 dvojnih korakov (21 metrov). Emono je delil na skoraj enaki severno in južno polovico. Južno in severno od njega so bile po tri z njim vzporedne ulice, v rekonstrukciji Emone označene z D, E, F in I, J, K. Križišče glavnega karda in glavnega dekumana je bilo na križišču Slovenske in Rimske ceste.
Emona je imela znotraj obzidja mrežo med seboj pravokotnih ulic, ki so prostor delile na stanovanjske enote – insulae. V smeri sever-jug je bila razdeljena na tri približno enake dele. V severni in južni tretjini so bile stanovanjske zgradbe, v srednji tretjini med današnjo Gregorčičevo in Rimsko cesto pa je bil forum, ki je bil središče trgovskega in kulturnega življenja mesta. Na njem je bilo svetišče Jupitra, Minerve in Junone, mestna posvetovalnica (curia) in sodna dvorana (basilica).

## Obramba
Obrambni sistem Emone in vse dostopne poti v mesto so bile zasnovane in zgrajene verjetno že v prvi fazi gradnje mesta. Domnevo potrjuje napis, postavljen med 19. avgustom leta 14 in zgodnjo pomladjo leta 15, ki so ga našli ob vzhodnih glavnih vratih (porta principalis dextra).
Emona je imela obzidje, ki je dajalo meščanom varnost, okoliškemu prebivalstvu pa zatočišče v primeru nevarnosti. Dolgo je bilo 1320 passusov ali približno 1950 metrov. Za njegove temelje je bilo treba izkopati več kot 10.000 m3 proda in gline in vgraditi več kot 30.000 m3 kamenja in najmanj 6000 m3 malte. Ogromne količine materiala so morali izkopati tudi ob gradnji obrambnih jarkov in kloak. Z izkopanim materialom so zgradili notranje nasipe za dostop na obzidje in izravnali teren znotraj obzidja, predvsem na jugovzdhodu, kjer je teren strmo padal proti Ljubljanici.
Mestne utrdbe so zgradili z državnimi, včasih tudi s cesarjevimi zasebnimi sredstvi, za njihovo vzdrževanje pa so morala skrbeti mestna uprava in premožni meščani. Popravila obzidja so postala pogostejša v pozni antiki, predvsem zaradi pritiskov napadalcev z vzhoda in razvoja oblegovalne tehnike. Mestno obzidje je bilo visoko 6 do 8 metrov in je imelo 29 stolpov. Stolpi so se večinoma prilagajali mestnim vratom, kar je mogoče dokazati predvsem na južnem in severnem obzidju. Stranska vrata so se prilagajala izhodom iz stranskih ulic. Del obzidja je bil viden še v Valvazorjevih časih.
Zidovi so bili zgrajeni iz lomljenega kamna, ki so ga najverjetneje pridobivali iz grajskega griča, kar pojasnjuje še danes vidna strma brežina in useki nad Mestnim in Starim trgom. Na zunanji strani so bili kamniti kvadri, povezani z malto, na notranji strani pa je bil zid grajen iz zmesi oblic, manjših kamnov, peska in deloma drobcev opeke, zato je bil zid zelo trden in močan. Odstopanja v načinu gradnje so bila majhna, kar je ugotovil že  W. Schmid med raziskavami južnega obzidja na Mirju. Obzidje je bilo  po njegovih meritvah debelo 2,40 metra in ohranjeno do višine 4,25 metra. Podobo obzidja so dopolnile raziskave med gradnjo današnjega Trga republike.
Vsa mestna vrata je varoval najmanj en stolp. Vsi do sedaj odkriti stolpi so bili pravokotni. Izjema je bil jugovzhodni stolp, ki je bil okrogel. Tak je bil verjetno tudi severovzhodni stolp. Glavna mestna vrata so bila prilagojena trgovskim oziroma vojaškim cestam: zahodna cesti proti Nauportusu, severna proti Celei in Poetovioni in vzhodna proti Neviodunumu. Glavna in stranska vrata v južnem zidu so bila simetrična s severnimi, kar je zanimivo, saj so južna vrata vodila v precej zamočvirjeno in neprehodno okolico mesta. Edina pot proti jugu bi lahko peljala proti naselju na območju sedanjega Iga. Stranska vrata so bila usklajena z izhodi mestnih ulic. Zazidana stranska vrata v južnem obzidju na izhodu ulic A in C je odkril W. Schmid, kasneje pa so jih odkrili tudi na izhodu ulice B na severnem obzidju. Kdaj natančno so jih zazidali ni moč ugotoviti, verjetno pa se je to zgodilo v nemirnem poznem 4. stoletju. Glavna mestna vrata so imela po dva stolpa s kontraforjema, ki sta varovala notranjo stran vhoda in podpirala notranji nasip za dohod na obzidje. Severna vrata so odkopali spomladi 1965 med širitvijo sedanje Slovenske ceste. Imela so dva stolpa s kontraforjema, ki sta bila zgrajena sočasno s stolpoma. Kontraforja stolpov južnih glavnih vrat sta bila verjetno dozidana kasneje. Vratna odprtina južnih vrat je bila dolga 6,3 m. Ploščad za branilce je bila zaradi dolgih in vlažnih zim verjetno pokrita s streho.
Celoten obrambni sistem mesta zahodno od severnih glavnih vrat so arheologi raziskali med izkopavanji leta 1961 in 1962. Raziskave so potrdile obstoj dveh obrambnih vodnih jarkov, v katera je po naravnih in umetnih jarkih pritekala voda izpod Šišenskega hriba. Studenec je bil tako močan, da je še v 19. stoletju napajal jezuitski ribnik in poganjal mlin. Jarki so prikazani tudi na Valvazorjevih bakrorezih.
Širina jarkov pred severnim obzidjem  ni presegala 40 metrov. Prvi jarek je bil širok do 15 metrov in globok do 5,5 metra. Drugi jarek je bil širok do 18 metrov in globok do 7 metrov. Jarka sta se čez današnji Kongresni trg stekala v Ljubljanico, še verjetneje pa sta se se zaradi strmega padca terena proti Ljubljanici končala pod današnjo Univerzo. Med obzidjem in prvim jarkom je bila tri metre široka obhodna cesta (berma), utrjena z malto. Jarka v enaki širini sta se verjetno nadaljevala tudi ob zahodnem zidu. Del zahodnega notranjega obrambnega jarka so odkrili med izkopavanji leta 1977. Med jarkom in obzidjem je bila 10 metrov široka obhodna cesta, ki se je proti severu ožila, tako da je na skrajnem severozahodnem vogalu jarek segal skoraj do mestnega obzidja.
Južni obrambni sistem se je precej razlikoval od severnega. Dvojni jarek in 10 metrov široko obhodno cesto ob južnem obzidju na križišču Aškerčeve ceste in Snežniške ulice in dva jarka ob Barjanski cesti je odkril W. Schmid. Prvi jarek je bil širok 15 metrov, drugi pa 7,5 metra. Zahodna jarka sta se morda stekala na močvirnat začetek Ljubljanskega barja. Južna obrambna jarka sta se verjetno stekala v Ljubljanico, še bolj verjetno pa sta se, tako kot severna, končala pred strmim padcem terena proti Ljubljanici.
Za obrambna jarka na celi dolžini vzhodnega zidu ni nobenega dokaza. Ob vzhodnem zidu so med izkopavanji na dvorišču SAZU leta 1965 odkrili manjši obrambni jarek, ki pa je bil verjetno povezan s cesto porti Neviodunumu. Domnevo podpira najdba velikega žarnogrobnega pokopališča ob vzhodnem zidu, ki je bilo uničeno samo na območju obrambnega jarka v dolžni 32 metrov in širini 8 metrov, drugod pa ne. Če bi bil jarek ob celem vzhodnem obzidju, bi bilo grobišče v celoti uničeno. Načrtovalci obrambnega sistema so se očitno prilagajali konfiguraciji terena. Preko obrambnih jarkov so bili pri vseh vratih zgrajeni leseni mostovi. Voda je ob nalivih narasla in v jarkih odlagala zemljo in pesek, zato so se v pozni antiki, ko je bilo vzdrževanje jarkov vse slabše, napolnili z odpadki in nanosi.
Posebnost emonskega obzidja je bil notranji nasip, ki se je naslanjal na obzidje, predvsem na severni in južni strani. Nasip so zgradili najverjetneje z nasipanjem materiala, ki so ga izkopali med gradnjo obzidja in jarkov. Služil je za dostop branilcev na obzidje in njegovo notranjo oporo. Del izkopanega materiala so porabili za izravnavo terena znotraj obzidja, predvsem v jugovzhodnem delu, kjer je teren strmo padal proti Ljubljanici. Nasipe so vzdrževali še v 2. stoletju.

## Komunalna ureditev

### Oskrba z vodo
V prvih nekaj desetletjih so vodo zagotavljali številni vodnjaki, ki jih je opisoval že W. Schmid. Med dosedanjimi izkopavanji so arheologi znotraj mestnega obzidja odkrili šest vodnjakov. V 5. stoletju je mesto zgradilo vodovod, ki je zajel izvir na Šišenskem hribu in izvir Slatek pri Kamni gorici. Speljan je bil po pobočju Šišenskega hriba nad Vodnikovo cesto, nad staro šišensko cerkvijo mimo nekdanjega hotela Bellevue in od tam mimo Opere v mesto. Ostanke drugega vodovoda so odkrili na območju Glinice, Postojnske ulice in Tobačne tovarne.
Tretji vodovod je bil napeljan od izvira pod Golovcem ob severnem vznožju Grajskega griča. Ostanke cevi so našli pod Streliško ulico v smeri proti Ciril-Metodovemu trgu. in pod Magistratom. Cevi, ki so jih leta 1971 našli na Streliški ulici, so dolge 55 cm in imajo premer 12 cm. Cevi, med katerimi niso odkrili nobenega tesnjenja, so imele tanke in porozne stene, ki niso prenesle velikega pritiska. Zaradi tesnega prileganja in primernega zasipnega materiala so bile izgube vode kljub temu majhne. Neskladje z nadmorskimi višinami vzdolž trase in preko Ljubljanice so premostili po načelu veznih posod.
V mestu je bila voda speljana po omrežju svinčenih cevi, ki so jih našli v skoraj vseh insulah. Vsi trije vodovodi so bili med seboj povezani. Emona je kljub obilici vode zaradi varnosti uporabljala in vzdrževala svoje vodnjake še v 4. in 5. stoletju, kar dokazuje vodnjak v insuli XIII, v katerem so našli gradbene elemente s porušenega foruma.

### Kanalizacija
Emonski kardo in dekuman sta bila široka 14 passusov (20,7 metra), ceste med insulami in obzidjem pa 8 passusov (11,8 metra). Ceste niso bile tlakovane, ampak iz zbitega proda, pomešanega s peskom in malto. Posebnost emonskih cest so bili pločniki iz zbite gline.
Pod vsemi cestami, ki so potekale v smeri vzhod-zahod, so bili speljani odtočni kanali – kloake. Začenjale so se na zahodnem robu najbolj zahodnih insul, pod vzhodnim obzidjem zapustile mesto in se pred njim stekale v odvodni kanal, ki ga je predvideval že W. Schmid, kasneje tudi M. Detoni in T. Rurent. Kanal se je stekal v Ljubljanico, ki takrat ni bila regulirana in je tekla verjetno precej više kot sedaj. Kloaka pod vzhodnim obzidjem potrjuje domnevo, da pred njim ni bilo obrambnega jarka. Kloake so bile zgrajene tako, da so dno izkopanega jarka utrdili s plastjo zbite gline ali mivke, na katero so položili strešno opeko ali zidake in jih zatesnili z glino ali malto. Na tako pripravljeno dno so iz lomljenega kamna in malte sezidali 60 do 150 cm visoke stranske stene, med katerimi je bilo 60 do 90 cm razmika. Notranja stran sten je bila zafugirana z malto, ponekod tudi ometana. Gornji deli kloak so bili obokani ali koničasti in zato zelo trdni. Njihovo trdnost dokazuje podatek, da so bile nekatere kloake v uporabi še na začetku 20. stoletja.
V južnem, zamočvirjenem delu mesta, je bila gradnja kanalov, še posebej v velikih globinah, težavna. V tem delu mesta so na dno kanala na zbito glino najprej položili hrastova bruna in nato nanje zidali stene kloake. Stranski kanali, ki so vodili do posameznih insul, so bili široki 50 cm in visoki do 50 cm. V kloake so se stekali 50 do 100 cm nad njihovim dnom. Zidani so bili iz kamna ali opeke, pokriti z opeko ali kamnitimi ploščami in običajno zafugirani z malto. Do kloak so s cest vodili jaški, pokriti z velikimi enodelnimi ali dvodelnimi kamnitimi ploščami, v katerih so bile okrogle odprtine, zaprte s koničnimi  kamnitimi čepi. Enega od jaškov je našel že W. Schmid na začetku ceste D, kar bi lahko pomenilo, da so bili zgrajeni za vstop v kloako in njeno čiščenje. Prvo kloako pod vzhodnim obzidjem je odkril P. Hitzinger, kasneje pa so jih odkrili tudi na dvorišču SAZU, pod Emonsko cesto in arheološkem parku na Mirju.
Kamniti pokrovi s čepi so bili postavljeni na najnižji točki cestišč. Skozi odprtine v pokrovih so se v kloake stekale meteorne vode in jih spirale in preprečevale njihovo zamašitev. V mestnem jedru Emone je po mnenju arheologov navkljub vsem dosedanjim gradbenim posegom ostala nepoškodovana najmanj tretjina kloak. Iz doslej odkopanih kloak je moč sklepati, da so bile grajene načrtno in pred zidavo insul. Iz v njih najdenih predmetov je razvidno, da je bilo njihovo čiščenje in vzdrževanje od 1. do 4. stoletja dokaj redno in uspešno, v drugi polovici 4. stoletja pa se je vzdrževanje začelo opuščati, tako da so bile sredi 5. stoletja komaj še prepustne.

## Razdelitev mestnega prostora
Mestni prostor je bil v smeri vzhod-zahod razdeljen zelo enakomerno, čeprav je bil glavni kardo zaradi foruma pomaknjen za eno cesto proti vzhodu. Razdelitev v smeri sever-jug je bila, tudi zaradi foruma, manj enakomerna. Mesto je bilo v tej smeri razdeljeno približno na tretjine: v srednji tretjini je stal forum, severna in južna tretjina pa sta bili namenjeni predvsem stanovanjskim zgradbam.

### Stanovanjske četrti
Prostor znotraj obzidja je bil razdeljen na 47 enot ali insul. V večini insul, razen v šestih s središčem na forumu, so bila stanovanja. Stavbe so bile različno velike, večinoma pritlične in brez atrijev in načrtovane za več družin. Najmanjše so merile 14 x 54 passusov (približno 21 x 80 metrov), največje pa 40 x 45 passusov (približno 59 x 67 metrov). Izjema je bila insula VII na skrajnem jugozahodnem vogalu, ki je obsegala prostor dveh insul in je merila 54 x 59 passusov (80 x 87 metrov). Na insuli VII, ki jo je odkopal W. Schmid, je stala atrijska hiša, zgrajena po italskem zgledu. Večstanovanjska atrijska hiša je bila tudi insula XVa ob južnem obzidju. Posebno mesto ima insula XVII, ki ni izkopana v celoti, zagotovo pa je bila patricijska hiša, kar dokazujejo kakovostne in dobro ohranjene freske.

### Trgovine in obrtne delavnice
V zgradbah ob forumu so bile zagotovo izključno trgovine in taberne. Enako vlogo je vsaj občasno imela tudi bazilika. Veliko lokalov in delavnic je bilo v zasebnih hišah in seveda v pristanišču na Ljubljanici, kjer so morala stati tudi primerna skladišča. Obrtniki so izdelovali predvsem predmete za vsakdanjo rabo, luksuzne predmete pa so uvažali. Med poklici, ki so jih opravljali Emonci, so bili zagotovo kamnoseki, zidarji, mizarji, zlatarji, zdravniki, gostilničarji, brodarji, vrači in celo gladiatorji. V mirnem obdobju so bile večje obrtne delavnice zaradi pomanjkanja prostora zunaj mestnega obzidja, v pozni antiki pa so se zaradi varnosti preselile v mesto.
Med obrtmi v Emoni je bilo najobsežnejše lončarstvo. Lončarske delavnice so stale pred severnim obzidjem na severni strani sedanje Cankarjeve ceste med Župančičevo ulico in Slovensko cesto. Njihovo središče je bilo na križišču Beethovnove ulice in Cankarjeve ceste, kjer so odkrili lončarske peči, zaloge gline, kalupe za oljenke z žigoma Dessi in Favor, vodovodne cevi, opeko in tubule za centralno ogrevanje. Leta 1984 so lončarsko peč odkrili tudi v bližnji Stefanovi ulici. V njej je bilo več celih vrčev, kar bi lahko pomenilo, da so delavnico zapustili kar sredi dela.
Talilniki rude in ostanki žlindre, ki so jih odkrili na dvorišču SAZU in ob severnih glavnih vratih dokazujejo, da so v Emoni verjetno izdelovali tudi kovinske predmete.

### Upravne zgradbe
Mestna uprava je imela sedež na forumu, kjer sta bili poleg verskih zgradb tudi bazilika in kurija. Kurija je bila stavba ali prostor, v kateri se je sestajal mestni svet dekurijonov. V Emoni kurija ni bila posebna stavba, četudi je Jaroslav Šašel menil, da je to bila poznoantična rotunda. Prostor ob severni steni bazilike, za katerega se domneva, da je bila kurija, je meril 80 m2 in je bil tlakovan z belim mozaikom. Kje natančno je bil komicij (comitium) – shajališče in volišče meščanov, še vedno ni znano. Na forumu niso odkrili nobenega temu primernega prostora, zato je bil morda kar v baziliki. Bazilika, ki je zapirala vzhodno stran foruma, je imela več vlog: bila je sodna dvorana, shajališče trgovcev in morda tudi komicija.

### Pretorij
Pretorij (praetorium) je bila stavba, v kateri so bili na kratkotrajnih ali občasnih obiskih nastanjeni cesar, njegovi namestniki ali drugi visoki državni funkcionarji. Za poslopje, ki bi bilo primerno za tako visoke obiske, je arheolog Peter Petru izbral insulo II ob južnem mestnem zidu, ki jo je leta 1909 odkopal W. Schmid. Petrujevo izbiro podpira več dejstev:
- Tloris insule je povsem drugačen od tlorisa drugih gosposkih hiš v Emoni. Insula je imela atrij, s treh strani obdan s stebriščem, okoli katerega so bili nanizani enotno zasnovani prostori. Na vzhodu je bila namesto srebrišča dvorana, dolga 22 in široka 7 metrov, ki je bila druga največja dvorana v mestu.
- Stavba ni imela niti delovnih prostorov niti kuhinje, iz tlorisa pa je razvidno, da ni bila stanovanjska in stalno naseljena.
- V stavbi so našli žrtvenik, posvečen boginji Nemesi, in pet kratkih mečev, ki bi lahko bili del opreme gardistov.
- Stavba je stala na južni, teže dostopni in manj ogroženi strani mesta. Ob stavbi so bila stranska mestna vrata, zavarovana z dvema stolpoma, ki so omogočala hiter in varen beg iz mesta.[102]

### Verske zgradbe
Po do sedaj znanih podatkih je tempelj stal samo na območju foruma. Zgrajen je bil že zelo zgodaj in bil posvečen kapitolski triadi. Pred njegovo izgradnjo so se verski obredi opravljali na prostoru kasnejšega foruma, še neodkritih manjših templjih in zasebnih zgradbah. V Emoni so se častila skoraj vsa božanstva, ki so jih poznali v rimskem svetu. Posebno mesto sta imeli lokalni vodni božanstvi Ekorna in Laburus, kar je zaradi neposredne bližine Ljubljanice in Ljubljanskega barja povsem razumljivo. Ekorni je bilo posvečeno posebno svetišče na Ljubljanskem gradu. Poleg njiju so častili tudi Asklepija, Higieio in Aheloja ter vzhodna božanstva, med njimi Serapisa in Magno Mater.
V pozni antiki je začelo mesto propadati. Številni kipi so se izgubili ali uporabili kot gradbeni material. Med slednje zagotovo sodita glava Aheloja, ki so jo odkrili na Vegovi ulici, in glava Apolona, ki je bila vzidana v fasado SAZU. Majhne bronaste podobe božanstev so večinoma iz domačih oltarčkov. Vsako božanstvo je imelo svojega duhovna ali žreca, ki so se združevali v kolegija (collegia). Večkrat so omenjeni avguri, ki so med drugim tudi prerokovali iz leta ptic.
V 5. stoletju je imelo v Emoni pomembno vlogo tudi krščanstvo. Na začetku so se krščanski verski obredi opravljali v zasebnih hišah, v 4. stoletju pa so v te namene preuredili zgradbo, v kateri je bilo pred tem javno kopališče. V 5. stoletju so kapelo s talnim mozaikom razširili v zgodnjekrščanski kompleks z baziliko, baptisterijem in portikom. Kasneje so h kompleksu priključili še cerkev, ki je stala južno od portika. Zgodnjekrščansko središče je postopoma prevzelo vlogo, ki jo je pred tem imel forum, forum pa je ostal poslovno in upravno središče mesta. Emona je bila, verjetno v drugem Atilovem pohodu leta 452, porušena in nato delno obnovljena. V 5. ali 6. stoletju se je krščansko versko središče preselilo na prostor foruma, kjer so zgradili veliko rotundo. Lokacija rotunde je bila izbrana zaradi njene najvišje lege v mestu in velike količine gradbenega materiala iz porušenega foruma.
Med izkopavanji, ki so na Gosposvetski cesti potekala od avgusta 2017 do junija 2018, so arheologi odkrili ostanke obsežnega poznorimskega pokopališkega kompleksa z večfazno zidano arhitekturo in več kot 350 skeletnimi pokopi. Osrednje mesto v tem kompleksu je zasedal sarkofag odrasle ženske. Kompleks, kot se je izoblikoval do začetka druge polovice 4. stoletja, je mogoče povezovati z emonsko krščansko skupnostjo. Količina odkritih sarkofagov ter zgradb, povezanih s pokopališko dejavnostjo, nakazujejo, da je bil tu prostor posebnega pomena za takratne prebivalce.

### Prostori za rekreacijo in zabavo
Javni shodi, predstave in atletska tekmovanja so se vse do njegovega porušenja, verjetno zaradi vdora Hunov sredi 5. stoletja, dogajali na forumu. Emonski forum je bil za tako majhno mesto nadpovprečno velik.
Pomemben del rimskega družabnega življenja so bila javna ali zasebna kopališča (thermae), v katerih so se zbirali meščani različnih stanov in obeh spolov. Rimska kopališča so imela vsaj naslednje najnujnejše prostore: slačilnico (apodyterium), prostor za toplo kopel (caldarium), prostor za srednjo kopel (tepidarium), v katerem so se kopalci privajali na spremembo temperature, in prostor za hladno kopel (frigidarium ali cello frigidario). Poleg teh prostorov so imela tudi sobo za znojenje (assis sudationis ali lacoiticum), telovadnico (sphaeristerium) in prostore za masažo in maziljenje (unctorium). Prostori so bili običajno nanizani okoli prostornega notranjega dvorišča, na katerem so obiskovalci lahko v miru počivali. V kopališča so spadale tudi majhne gostilne (popisae). Javna kopališča so bila običajno na samem forumu ali v njegovi neposredni bližini. Za emonsko forumsko kopališče se domneva, da je stalo na insuli XXI na severni strani foruma. Mesto je imelo v lasti tudi druga kopališča, katera je dajalo v najem zasebnikom (konduktorjem), ki so imeli pravico do pobiranja vstopnine. Takšni emonski kopališči sta bili v insuli XXXII ob zahodnem zidu in insuli XVII ob vzhodnem zidu. Ostanki kopališč kažejo, da sta obe najverjetneje imeli vse omenjene prostore.
V Emoni so se dogajale tudi atletske igre in tekmovanja, kar dokazuje grob atleta s severnega grobišča iz 1. stoletja. Prostor, na katerem so potekale, je še vedno predmet ugibanj. Sprva je bil to zagotovo forum, verjetno tudi javna kopališča.  
Emona, ki je verjetno že pred koncem I. stoletja spadala v Italijo, je imela med vsemi antičnimi mesti v današnji Sloveniji največ možnosti, da je imela tudi amfiteater. Amfiteater bi lahko stal na dveh domnevnih lokacijah v samem mestu ali v njegovi neposredni bližini. V mestu z izrazito pravokotno speljanimi cestami prostora za tako velik objekt polkrožne oblike preprosto ni bilo. Janez Gregor Dolničar je v kroniki Anales Urbis Labacensis poročal, da so novembra 1714 pred Nemškimi vrati našli ostanke amfiteatra. Če je imel Dolničar v mislih vzhodna emonska vrata, bi amfiteater lahko stal na območju poletnega gledališča Križanke, čeprav med urejanjem gledališča niso našli nobenih materialnih dokazov za to domnevo. Teren, ki se pred vzhodnim obzidjem strmo spušča proti Ljubljanici, bi bil zanj prav primeren, tudi zato, ker pred obzidjem ni bilo obrambnega vodnega jarka, ki bi oviral gradnjo. Če je imel Dolničar v mislih srednjeveška ljubljanska mestna vrata, je amfiteater stal v insulah XLIV in XLV vzhodno od foruma med sedanjo Rimsko in Slovensko cesto ter Gregorčičevo in Vegovo ulico. Takšna lega bi bila zaradi bližine foruma in glavnih emonskih cest zelo primerna. Lokacija je edina znotraj obzidja, ki je dovolj velika zanj. V njen prid govori tudi javno stranišče (latrina) na severovzhodnem vogalu insule XVII, ki bi bila od gledališča oddaljena komaj 70 metrov.
Insuli XLIV in XLV še nista raziskani. Na tem prostoru na vogalu Rimske in Vegove ulice sedaj stoji polkrožna stavba, ki se povsem prilega starim talnim načrtom, domneve pa bodo potrdila ali ovrgla kasnejša izkopavanja in sondiranja terena. Trditvi v prid govori dejstvo, da so se tako srednjeveške kot sodobne nove stavbe skoraj vedno prilagajale ostankom antičnih stavb, tudi zaradi gradbenega materiala iz njihovih ruševin. Obdobje, v katerem naj bi bil zgrajen teater ali amfiteater, je težko opredeliti. Glede na premišljeno razporeditev zazidalne površine je bil verjetno načrtovan od vsega začetka, zgrajen pa verjetno šele potem, ko je mesto že imelo druge najbolj potrebne zgradbe in komunalije.

## Pokopališča
V rimskih mestih je bilo pokopavanje pokojnih zaradi pomanjkanja prostora in osnovnih higienskih pogojev z zakonom prepovedano. Upravni zakon iz leta 44. pr. n. št., ki je veljal za rimske kolonije in se je ohranil v Ursonensisu (Orsuna v španski provinci Sevilli), se glasi: "... nihče naj mrtveca ne prinese v notranjost mestnih meja kolonije, ki je označena z brazdo pluga, naj ga ne pokoplje ali sežge in naj mu ne postavlja nagrobnika".
Emonska grobišča so bila med največjimi v Rimskem cesarstvu. Pokojnike so pokopavali na obeh straneh glavnih cest proti Celei, Nauportusu in Neviodunumu, kot je bilo v navadi v 1. in 2. stoletju. Posamezne grobove so odkrili tudi na Ljubljanskem gradu, Zaloški cesti in Komenskega ulici. V 4. in 5. stoletju se je zaradi nemoči mestne uprave sistem pokopališč porušil.
V najzgodnejšem obdobju Emone je grobne parcele meščanom dodeljevala mestna uprava, zato bi pričakovali, da so bili najzgodnejši grobovi najbliže mestnemu obzidju. Izkopavanja ob današnji Slovenski in Dunajski cesti so pokazala, da temu ni tako in da so bila najstarejša pokopališča ob Linhartovi cesti. Enako sliko so dala tudi starejša izkopavanja A. Müllnerja in W. Schmida. Množico emonskih grobov so po pričakovanjih odkrili pri pripravi terena za center Emonika, zlasti ob sedanji Dunajski cesti, kjer je nekdaj potekala tudi rimska cesta. Severovzhodno emonsko predmestje so že v prazgodovini uporabljali kot veliko žarnogrobno pokopališče.

## Predmestja

### Gornji trg
Spodnje terase ljubljanskega Gradu na današnjem Gornjem trgu so bile poseljene že pred ustanovitvijo Emone. Iz ostankov arhitekture in tam odkopanih predmetov je razvidno, da se prvotni prebivalci niso takoj umaknili pred osvajalci, ampak so še nekaj časa živeli v sožitju z njimi.

### Lončarska četrt
Prostor med sedanjo Stefanovo in Župančičevo ulico in Cankarjevo cesto je bil zagotovo lončarska četrt; tudi sicer je bilo v Emoni pogosto, da se je raba istega prostora za obrtno rabo in pokop pogosto izmenjevala. Na tem prostoru so odkrili lončarske peči, zaloge gline in peska, zavržene kose lončenine in kalupe za oljenke s pečatoma Dessi in Favor. Peč, ki so jo odkrili na Stefanovi ulici, je bila polna nepoškodovanih vrčev iz 2. stoletja, kar pomeni, da jo je lastnik zapustil v času hude nevarnosti in da se ni nikoli vrnil, da bi jo izpraznil in nadaljeval z obrtjo.

### Pristaniška četrt
Emona je imela na levem bregu Ljubljanice svoje pristanišče, četudi debeli sloji gline in peska, na katerih so stali pristaniški objekti, kažejo, da je reka večkrat poplavljala. Njegov obstoj potrjuje napis collegium naviculariorum (kolegij ladjarjev oziroma lastnikov ladij). Pristanišče je bilo sestavni del mestnega življenja in njegova pomembna ekonomska osnova. Stalo je v bližini mostu čez Ljubljanico in ob cesti proti Siscii na območju sedanjega vrta SAZU in Salendrove ulice. Na izbiro lokacije so zagotovo vplivala tudi bližnja glavna vzhodna vrata na sedanjem Trgu francoske revolucije. Do kod se je raztezalo, ni znano. Njegova skrajna južna meja je bila verjetno ob sedanji Zoisovi cesti.
Posameznih stavbnih kompleksov ni bilo mogoče rekonstruirati. Na prostoru, kjer so odkrili več dobro ohranjenih v glino in pesek zakopanih amfor, je bilo verjetno veliko trgovsko skladišče (emporium). Podoben kompleks pristaniških stavb je bil tudi ob Zoisovi cesti, na tako imenovanem Grabnu. Arhitekturne ostaline kažejo na preprosto zgrajene pristaniško-tržne lope. Iz najdenih predmetov in novcev je moč sklepati, da so se zgradbe uporabljale do prve polovice 3. stoletja.

## Ostanki Emone v današnji Ljubljani
V poznem rimskem obdobju se je začela slika Emone postopoma spreminjati. Nekaj stranskih mestnih vrat so zaradi varnosti zazidali, kloake in obrambne jarke pa so začeli zanemarjati. V obdobju od 4. do 6. stoletja je Rimsko cesarstvo počasi razpadalo. Vanj so začela vdirati barbarska plemena, ki so iskala boljše življenjske pogoje, denar, plodno zemljo, sužnje in stalno bivališče. Nekatera ljudstva so se ustavila tudi na območju Emone. Pozimi leta 408/9 so v Emoni prezimovali Vizigoti, leta 452 so jo opostošili Huni, leta 568 so na svojem pohodu v Italijo skoznjo šli Langobardi. Za njimi so prišli Avari in Slovani. V drugi polovici 6. stoletja je Emona ostala brez prebivalcev.
Porušene in manj pomembne objekte, na primer spomenike, so prebivalci Emone že v pozni antiki uporabljali za obnovo porušenih stavb in kanalov, v srednjem veku je to postalo splošna praksa graditeljev Ljubljane. Ruševine antičnih spomenikov so vzidali v najstarejše ljubljanske stavbe, nagrobniki in žare pa so še pozneje marsikdaj služili za gradnjo in popravilo gradu ter sakralnih in drugih zgradb. Ruševine, predvsem obzidja, so bile vidne še v Valvazorjevih časih. Veliko škode so naredili tudi kasnejši gradbeni posegi. V Ljubljani se je kljub temu še vedno ohranila vrsta ostankov rimske Emone. Najbolj ohranjen je južni del emonskega obzidja na Mirju, znan kot Rimski zid. Za njegovo ohranitev je najbolj zaslužen France Stele, ki se je leta 1928 začel s somišljeniki zavzemati za ohranitev emonskega obzidja. Mestni svet ljubljanski je namreč nameraval pozidati celotno območje Mirja in s tem porušiti tudi antični spomenik. Steletu je s pomočjo javnega mnenja uspelo rešiti zid, katerega je pozneje Jože Plečnik zaščitil in uredil njegovo okolje. Vzpostavil je lapidarij, v katerega je vgradil arhitekturne elemente, ki so jih našli v bližnjih emonskih hišah, in piramido. V nasprotju z običajnim mišljenjem piramida ni izvirno emonska, ampak si jo je arhitekt zamislil po vzoru piramide, ki si jo je družina Cestijev kot nagrobni spomenik postavila na Vii Appii v Rimu.
Vzhodno emonsko obzidje je v 15. stoletju postalo del obrambnega zidu srednjeveške Ljubljane. Na njegovih temeljih je stal prvi venec srednjeveškega zidu od Aškerčeve ceste do Kongresnega trga. Na obzidje je prislonjenih tudi nekaj hiš na Emonski cesti. V nekaterih hišah je zid ohranjen celo do prvega nadstropja, kar je razločno vidno v tako imenovani Frtici (fortezza) na Emonski cesti 12. Na temeljih rimskega obzidja stojijo tudi stavbe na vzhodnem robu Vegove ulice, kar je dobro vidno v njihovih kleteh, in zunanja fasada okroglega srednjeveškega stolpa na Vegovi ulici 5, ki stoji na temeljih pravokotnega rimskega stolpa. Srednjeveška Nemška vrata so stala na podaljšku emonskega glavnega dekumana v bližini emonskih glavnih vzhodnih vrat in sedanjega Spomenika Ilirskim provincam.
Ostanki zahodnega zidu so ohranjeni pod vrtnimi zidovi ob Snežniški ulici. Na vrtu hiše na Aškerčevi cesti 11 je viden obrambni stolp, na katerem stoji vrtna uta. Do gradnje Trga republike leta 1961 je stal tudi tako imenovani Nunski zid ob Veselovi ulici, ki je bil zgrajen na temeljih rimskega zidu in je ločeval posest uršulinskega samostana od mestne parkovne površine. Del zahodnega zidu je ohranjen ob Cankarjevem domu.
Severno obzidje Emone in insula XXX sta ohranjeni v tlaku ploščadi Trga republike, delček pa v Veselovi ulici. Severna emonska vrata so ohranjena pod današnjo Slovensko cesto v Bukvarni oziroma Galeriji Emonska vrata.
Sledovi Emone so se ohranili tudi v sedanji mreži ljubljanskih cest in ulic. Rimska cesta od Borštnikovega trga do Trga francoske revolucije v celoti poteka po trasi glavnega dekumana. Po trasi glavnega karda potekata Slovenska in Barjanska cesta, čeprav je slednja južno od Aškerčeve ceste pomaknjena bolj proti vzhodu. Staro antično traso je do Slovenske ceste ohranila še Erjavčeva cesta in skoraj v celoti Vegova ulica, ki je nastala v praznem prostoru med obzidjem in vzhodno fasado insul. Ljubljanske ceste se ujemajo tudi z emonskimi vpadnicami: Slovenska in Dunajska cesta do Linhartove ceste s cesto iz Celeie, Tržaška cesta s cesto iz Italije, Levstikov in Gornji trg ter del Karlovške ceste pa s cesto iz Panonije. Ta stara pot je še dobro vidna v Pieronijevem načrtu Ljubljane iz leta 1659.
V arheološkem parku Emonska hiša na Jakopičevem vrtu na Mirju so na ogled ostanki hiše XVa, ki je bila del večjega sklopa vrstnih hiš. Zgrajene so bile v 1. stoletju in med seboj povezane z velikim osrednjim dvoriščem. Hiša XVa je merila 500 m2. Ohranjen je razpored prostorov s kuhinjo, zimska soba s sistemom za ogrevanje, letna soba z mozaikom, del ceste in kloaka, ki še vedno služi svojemu namenu.
Na Erjavčevi cesti v bližini Cankarjevega doma je arheološki park Zgodnjekrščansko središče. Arheološka izkopavanja na tem prostoru so odkrila rimsko stanovanjsko zgradbo z začetka 1. stoletja, ki je bila večkrat prezidana. Prva večja prezidava se je zgodila na začetku 4. stoletja, ko so obnovili tlake, uredili hipokavstno ogrevanje in prizidali tri bazenčke, kar kaže, da so stavbo morda spremenili v zasebno kopališče. V drugi polovici 4. stoletja je bil del hiše prezidan v zgodnjekrščansko molilnico. Na začetku 5. stoletja so ob osrednjem dvorišču zgradili pravokotno krstilnico z bazenčkom za krščevanje. Krstilnica je tlakovana z večbarvnim mozaikom, v katerega so vstavljeni napisi z imeni Emoncev, ki so darovali sredstva za njegovo izdelavo. V krstilnico je vodil pokrit hodnik (portik) z večbarvnim mozaikom, v katerega je vstavljen napis z imenom graditelja, arhidiakona Antioha. Najdbe dokazujejo, da je bila v tistem času močna krščanska skupnost, ki jo potrjujejo tudi v pisnih virih izpričani emonski škofi.
Forumski prostor med Slovensko in Rimsko cesto ter Igriško in Gregorčičevo ulico, tako imenovani Ferantov vrt, se je ohranil skoraj v celoti do gradnje tako imenovanega Ferantovega bloka v 1970. letih. Sam forum je bil med vdorom Hunov leta 452 porušen. Iz ostankov furuma in bazilike so zgradili rotundo, katere temelji so vidni v Jakopičevi galeriji na Slovenski cesti 9, njena silhueta pa na njeni vzhodni fasadi. 
Eden od najznamenitejših rimskih ostankov je vsekakor kip Emonca, katerega kopija stoji na ob Slovenski cesti na Kongresnem trgu. V podhodu pri Emoncu sta ohranjena del poznoantične hiše in sarkofag, ki ponazarja začetek severnega emonskega grobišča. V njegovi bližini so pri Bukvarni ohranjeni temelji severnih glavnih vrat, v parkirni hiši pod Kongresnim trgom pa rimski vodnjak. V pročelju ljubljanske stolnice je vzidanih nekaj rimskih nagrobnikov, tako imenovan Dolničarjev lapidarij. Na zahodnem robu Vegove ulice je v tlaku poudarjen raster antične hiše.
Rimska kanalizacija je bila zgrajena tako trdno, da je bil del kloak, na primer v Gregorčičevi in Vegovi ulici, uporaben še v 20. stoletju. Del kloake s kamnitim pokrovom je ohranjen na severozahodnem vogalu Srednje tehnične šole na Aškerčevi cesti.
Najdbe iz rimske Emone so razstavljene v Mestnem in Narodnem muzeju v Ljubljani. Trije prenovljeni arheološki parki: Emonska hiša, Zgodnjekrščansko središče in Rimski zid so povezani v dva kilometra dolgo krožno pot, ki povezuje deset prepoznavnih točk antičnih spomenikov v Ljubljani. Točke so opremljene z informativnimi tablami, priporočeno izhodišče pa je Mestni muzej.

## Rimska Emona v literaturi
- Mihelič, Mira (1978). Tujec v Emoni (roman). Cankarjeva založba. str. 295. COBISS 20456199.
- Sivec, Ivan (2014). Zadnji keltski poglavar : povest o zadnjih bojih in prvi ljubezni v Cezarjevem času. Kamnik : Ico. str. 272. COBISS 269051136. ISBN 978-961-6868-28-0.
- Sivec, Ivan (2014). Usodna emonska lepotica : povest o ljubezenskem trikotniku med sužnjo, staroselcem in Emoncem. Kamnik : Ico. str. 276. COBISS 269051392. ISBN 978-961-6868-29-7.